# Zac Ward
Zac Ward (11 de dezembro de 1998) é um jogador de rugby irlandês, que joga na posição de back.

## Carreira
Em 2004, Ward já estava jogando rugby de faixa etária no Ulster. Ele estudou na Down High School e no Hartpury College.
Em novembro de 2021, Ward foi convocado para o time de Sevens da Irlanda para o evento World Rugby Sevens Series em Dubai. Em maio de 2023, Ward foi destaque quando a Irlanda terminou em sexto lugar no evento World Rugby Sevens Series em Londres. Ward foi então selecionado para o time da Irlanda para os Jogos Europeus de 2023, realizados em Cracóvia em junho de 2023. Ward jogou na final contra a Grã-Bretanha, com a Irlanda ganhando o ouro no torneio e, portanto, se classificando para os Jogos Olímpicos de 2024. Em junho de 2024, ele foi confirmado no time irlandês para as Olimpíadas de Paris de 2024.